# Cryptocarya euphlebia
Cryptocarya euphlebia är en lagerväxtart som beskrevs av Elmer Drew Merrill. Cryptocarya euphlebia ingår i släktet Cryptocarya och familjen lagerväxter. Inga underarter finns listade i Catalogue of Life.